# Ciklični-guanilat-specifična fosfodiestaraza
Ciklični-guanilat-specifična fosfodiestaraza (EC 3.1.4.52, ciklična bis(3->5')diguanilatna fosfodiesteraza, c-di-GMP-specifična fosfodiesteraza, c-di-GMP fosfodiesteraza, fosfodiesteraza, fosfodiesteraza A1, PDEA1, VieA) je enzim sa sistematskim imenom ciklična bis(3->5')diguanilat 3-guanililhidrolaza. Ovaj enzim katalizuje sledeću hemijsku reakciju
ciklična di-3',5'-guanilat + H2O {\displaystyle \rightleftharpoons } 5'-fosfoguanilil(3'->5')guanozin
Za dejstvo ovog enzima su neophodni Mg2+ ili Mn2+. Njega inhibiraju joni Ca2+ i 2+.

## Literatura
- Nicholas C. Price; Lewis Stevens (1999). Fundamentals of Enzymology: The Cell and Molecular Biology of Catalytic Proteins (Third изд.). USA: Oxford University Press. ISBN 019850229X.
- Eric J. Toone (2006). Advances in Enzymology and Related Areas of Molecular Biology, Protein Evolution (Volume 75 изд.). Wiley-Interscience. ISBN 0471205036.
- Branden C; Tooze J. Introduction to Protein Structure. New York, NY: Garland Publishing. ISBN 0-8153-2305-0.
- Irwin H. Segel. Enzyme Kinetics: Behavior and Analysis of Rapid Equilibrium and Steady-State Enzyme Systems (Book 44 изд.). Wiley Classics Library. ISBN 0471303097.

## Spoljašnje veze
- Cyclic-guanylate-specific+phosphodiesterase на 